# カスチュロ・ゲッラ
カスチュロ・ゲッラ（Castulo Guerra、1945年8月24日 - ）は、アルゼンチンの俳優。

## 出演
- ターミネーター2